# Elevator (2011)
Elevator is een Amerikaanse thriller (film) uit 2011 onder regie van Stig Svendsen.

## Verhaal
Beveiligingsagent Mohammed, tv-reporter Maureen, haar verloofde Don Handley, komiek George Axelrod, weduwe Jane Redding, kantoorklerk Martin Gossling, de zwangere Celine Fouquet, bedrijfseigenaar Henry Barton en diens tienjarige kleindochter Madeline stappen de lift van het Bartongebouw in en gaan samen op weg naar de 52ste verdieping. Daar vindt die avond een bedrijfsfeest plaats waarop Barton wil aankondigen dat hij met pensioen gaat. De weinige ruimte en drukte in de lift zorgen ervoor dat George enorm last heeft van claustrofobie. Dit maakt hem er niet aardiger op voor zijn gezelschap.
Om George te stangen, drukt Madeline rond de 49ste verdieping stiekem op de stopknop van de lift. Hierdoor komt die alleen helemaal vast te zitten. Henry contacteert de beveiliging, die meldt dat het even gaat duren om de lift weer aan de praat te krijgen. Daarop onthult Jane de reden voor haar aanwezigheid. Haar man investeerde op aanraden van Bartons bedrijf al zijn geld in obligaties, die vervolgens vrijwel waardeloos werden. Daardoor raakte hij zo goed als alles wat hij had kwijt en pleegde hij vervolgens zelfmoord. Jane is afgereisd naar het bedrijfsfeest om daar 'een punt te maken' ten opzichte van Barton en zijn praktijken.
Janes verhaal maakt haar zo overstuur dat ze een hartaanval krijgt. Net voor ze hieraan overlijdt, vertelt ze de anderen dat ze een bom bij zich heeft. Dit blijkt een tijdbom die ze met een fietsslot om haar middel heeft bevestigd. Wanneer deze afgaat, is niet te zien. Wel is duidelijk dat iedereen die opgesloten zit in de lift in direct levensgevaar is. De spanning die dit met zich meebrengt, maakt dat de hele groep na verloop van tijd zijn ware aard toont. Zo komen er waarheden aan het licht met betrekking tot bedrog, egoïsme, hebzucht, lafheid, overspel, racisme en ijdelheid.
George maakt racistische opmerkingen over terrorisme tegen Mohammed, vanwege diens Iraanse afkomst. Tot ontsteltenis van zijn verloofde blijkt Don de vader van Celines kind. Celine steekt ondanks haar zwangerschap een sigaret op. Maureens collega's zijn meer bezig met het op televisie krijgen van de gebeurtenissen in de lift dan met de veiligheid van hun collega. Henry blijkt zijn klanten willens en wetens producten aangesmeerd te hebben die hen ruïneerden om zijn eigen uitpuilende bankrekening nog groter te maken.
Op suggestie van George probeert de groep met vereende krachten de deuren van de lift handmatig van elkaar te krijgen. Zo blijkt dat die zich bijna geheel onder de vloer van een van de verdiepingen bevindt. Alleen het bovenste gedeelte van de liftdeur komt uit op een kleine opening, die niet groot genoeg is om door te kruipen. Don steekt zijn arm erdoor met Janes wandelstok in zijn hand. Daarmee probeert hij op de oproepknop van de lift te drukken, in de hoop er zo beweging in te krijgen. Madeline drukt binnen niettemin ongezien herhaaldelijk op de knoppen. Hierdoor schiet de lift plots een eind naar beneden en verliest Don zijn arm. Mohammed bindt Dons bovenarm af en voorkomt daarmee dat die doodbloedt, maar hij raakt wel in shock. Bovendien blijkt de lift wederom tussen twee verdiepingen vast te zitten. Eruit klimmen is nog steeds onmogelijk.
Martin streamt een nieuwsuitzending via zijn telefoon. De maker van Janes bom heeft zich gemeld in de hoop de mensen in de lift het leven te kunnen redden. Hij vocht samen met Janes daar omgekomen zoon in de Irakoorlog en ging daarom op haar verzoek in de bom voor haar te maken. Dat ze er dit mee ging doen, wist hij niet. De bommenmaker vertelt dat er een tijdklok van twee uur op het explosief zit. Dat betekent dat het vanaf dat moment nog tien minuten duurt voor het ontploft. De bom is niet heel zwaar, maar krachtig genoeg om iedereen in een zo kleine ruimte als een lift aan stukken te blazen.
Aangezien de tijd dringt, suggereert George om te proberen de bom van Jane los te snijden, de liftdeur open te trekken en het explosief de liftschacht in te gooien. De bom zit alleen zo om Jane bevestigd, dat ze haar daarvoor bij haar middel over de helft moeten snijden. Daar komt bij dat Mohammeds Zwitsers zakmesje van enkele centimeters lengte het enige scherpe voorwerp is dat ze hebben. Iedereen walgt van het idee degene te zijn die de klus moet uitvoeren. Henry belooft daarop iedereen in de lift $1.000.000,- per persoon als ze de avond overleven. George gaat er daarop voor zitten, maar kan zichzelf er niet toe zetten om in de dode vrouw te snijden. Henry zelf blijkt hier wel toe in staat en begint aan het bloederige karwei. Door Janes ruggengraat komt hij alleen niet heen met het kleine mesje. Iedereen moet daarom meewerken aan het tegendraads draaien van Janes boven- en onderlichaam, in de hoop haar zo doormidden te breken en de bom te kunnen verwijderen.
Terwijl de groep aan Jane sleurt, meldt een lid van de explosievenopruimingsdienst zich via de intercom. Zijn collega's en hij zijn in het gebouw en gaan de lift laten zakken om zo een grotere opening naar buiten te creëren. Dit lukt half. De nieuwe opening is groter, maar nog steeds klein. Er is alleen geen tijd voor nog een poging. De hulpploegen krijgen Madeline, Celine, Maureen, Henry, Mohammed, George en de gewonde Don de opening door, maar Martin is te dik. De bommendienst zegt hem toe dat ze hem naar de kelder zullen laten zakken om hem er daar uit te helpen. Martin realiseert zich niettemin terdege wat dit in feite betekent. Wanneer de lift net verder zakt, ontploft de bom.
George en Mohammed zitten buiten naast het gebouw terwijl ambulancemedewerkers Don afvoeren. Wanneer Henry achter hen langsloopt, herinnert George hem aan zijn belofte iedereen $1.000.000,- te geven. Henry reageert niet en loopt stoïcijns door met Madeline.

## Rolverdeling
- Christopher Backus - Don Handley
- Anita Briem - Celine Fouquet
- John Getz - Henry Barton
- Shirley Knight - Jane Redding
- Amanda Pace & Rachel Pace - Madeline Barton
- Devin Ratray - Martin Gossling
- Joey Slotnick - George Axelrod
- Tehmina Sunny - Maureen
- Waleed Zuaiter - Mohammed
- Michael Mercurio - De bommenmaker

## Trivia
- Het personage Madeline wordt gespeeld door twee actrices, tweelingzussen Amanda en Rachel Pace.